# Мой ужин с Андре
«Мой ужин с Андре» (англ. My Dinner with Andre) — комедийная драма 1981 года, поставленная Луи Малем. Авторами сценария и исполнителями главных ролей выступили Андре Грегори и Уоллес Шон. Актёры сыграли в фильме персонажей (вымышленных версий самих себя), которые в течение фильма беседуют в кафе «Café des Artistes» на Манхэттене, обсуждая такие темы как экспериментальный театр, природа театра и жизни.

## Сюжет
В течение первой половины фильма Андре описывает некоторые из своих духовных переживаний, полученные им с тех пор, как он отказался от своей карьеры театрального режиссера в 1975 году. В частности, он рассказывает о совместной работе со своим другом, режиссёром Ежи Гротовским, и группой польских актеров в лесу в Польше, о своём визите в Финдхорн в Шотландии, о поездке в Сахару, чтобы попытаться создать пьесу по мотивам «Маленького принца» Сент-Экзюпери, о перформансе на Лонг-Айленде, во время которого Андре был символически похоронен заживо на Хэллоуин.
Вторая часть фильма представляет собой диалог, во время которого Уолли пытается доказать, что жить так, как Андре жил последние пять лет, просто невозможно для большинства людей. Он рассказывает об обычных удовольствиях, таких как чашка кофе. Андре отвечает, что то, что считается нормальной жизнью в Нью-Йорке в конце 1970-х, больше похоже на жизнь во сне, чем на реальную жизнь. Фильм заканчивается без чёткого разрешения конфликта между мировоззрениями двух мужчин. Во время поездки из ресторана на такси Уолли вспоминает о своём детстве, а, приехав домой, рассказывает своей подруге Дебби о своем ужине с Андре. В это время фоном играет Gymnopédie No. 1 Эрика Сати.

## В ролях
- Андре Грегори — Андре
- Уоллес Шон — Уолли
- Жан Ленауэр — официант
- Рой Батлер — бармен

## Критика
Фильм получил в основном положительные отзывы со стороны критиков. По оценке агрегатора Rotten Tomatoes, он имеет 92 % свежести на основе 24 обзоров. Кинокритики Роджер Эберт и Джин Сискел высоко оценили фильм на своём шоу Sneak Previews, благодаря чему малоизвестный фильм шёл в кинотеатрах в течение года. Сискел и Эберт назвали работу Маля одним из лучших фильмов 1980-х, а 1999 году Эберт в своей серии эссе «Великие фильмы» (англ. Great Movies) написал: «На днях кто-то спросил меня, могу ли я назвать фильм, который был бы полностью лишён клише. Я на мгновение задумался, а потом ответил: „Мой ужин с Андре“».

## Упоминания в других произведениях
- Фильм Мой завтрак с Блесси (1983) является импровизированной пародией на этот фильм.
- В 19 серии 2 сезона сериала Сообщество один из героев пытается устроить оммаж на фильм на свой день рождения.[6]